# 마리앤느 고든
마리앤느 고든(Marianne Gordon, 1946년 7월 23일 ~ )은 미국의 배우, 텔레비전 배우, 영화배우이다.
애선스에서 태어났다.

## 영화
- 도박사 4 (1991년)
- 폭우 속의 참사 (1989년)
- 라스트 에어리언 (1983년)
- 도박사 2 (1983년)
- 리틀 다링 (1980년)
- 도박사(영어판) (1980년)
- 로즈메리의 아기 (1968년) - 로즈마리의 여자친구 역
- 하우 투 스터프 어 와일드 비키니 (1965년)